# Oude Lahnbrug
De Oude Lahnbrug (Duits: Alte Lahnbrücke) is een boogbrug over de Lahn in Wetzlar. De brug werd tussen 1250 en 1280 gebouwd. De brug bestaat uitsluitend uit steen. Hij heeft zeven rondbogen en verbindt de oude stad met de nieuwe stad.